# 加東市立社中学校
加東市立社中学校（かとうしりつ やしろちゅうがっこう）は、兵庫県加東市木梨にあった公立中学校。

## 沿革
- 1947年（昭和22年）5月 - 以下の5校が設立
  - 社町立社中学校・米田村立米田中学校・福田村立福田中学校・上福田村立三草中学校・鴨川村立鴨川中学校
- 1955年（昭和30年）3月 - 社町等1町4村が合併し新たに社町となったことに伴い、それぞれ社町立に改称
- 1960年（昭和35年）4月 - 鴨川中が三草中に統合
- 1970年（昭和45年）4月 - 米田中が社中に統合
- 1978年（昭和53年）4月 - 社・福田・三草の3中学校が統合、社町立社中学校設立
- 2006年（平成18年）3月 - 社町が加東市となったことに伴い、加東市立社中学校に改称
- 2025年（令和7年）4月 - 加東市立社小学校、加東市立米田小学校、加東市立福田小学校、加東市立三草小学校、加東市立鴨川小学校と統合し加東市立社学園小中学校となる。

## 通学区域
以下の5小学校区。社地区全域。
- 加東市立社小学校
- 加東市立米田小学校
- 加東市立福田小学校
- 加東市立三草小学校
- 加東市立鴨川小学校

## 主な出身者
- 中村剛教 - 柔道家

## 通学区域が隣接している学校
- 加東市立滝野中学校
- 小野市立河合中学校
- 小野市立旭丘中学校
- 加東市立東条学園小中学校
- 三田市立藍中学校
- 丹波篠山市立今田中学校
- 西脇市立西脇東中学校
- 西脇市立西脇南中学校